# ابزار حقوق بشر بین‌الملل
ابزار حقوق بشر بین‌الملل (انگلیسی: International human rights instruments) ابزار حقوق بشر بین‌الملل معاهده‌ها و دیگر اسناد بین‌المللی مربوط به قانون بین‌المللی حقوق بشر و حمایت از حقوق بشر در کل می‌باشد.

## تقسیم‌بندی
این ابزار را می‌توان به دودسته تقسیم کرد: بیانیه‌ها که توسط نهادهایی مثل مجمع عمومی سازمان ملل متحد بکار گرفته شده که از نظر حقوقی الزام‌آور نیستند گرچه ممکن است از نظر سیاسی باشند مثل قوانین نرم.دسته دوم کنوانسیون‌ها هستند که ابزار الزام‌آور قانونی تحت قوانین بین‌الملل می‌باشند. معاهده‌های بین‌المللی وحتی بیانیه‌ها بعد از مدتی می‌توانند موقعیت حقوق بین‌الملل عرفی را بگیرند. ابزار حقوق بشردر تقسیم بندی دیگری می‌تواند ابزار جهانی باشد که هر کشور دنیا می‌تواند طرفی از ان باشد یا ابزار منطقه ای باشد که به کشورهای یک منطقه خاص دنیا مربوط می‌شود.
اغلب کنوانسیون‌ها مکانیسمی برای نظارت بر اجرای خود ایجاد می‌کنند. این مکانیسم‌ها نسبتاً قدرت کمی دارند و اغلب توسط دولتها ندیده گرفته می‌شود. در موارد دیگری این ابزار قدرت سیاسی بالا و اتوریته قانونی دارند و تصمیماتشان تقریباً همیشه به اجرا گذاشته می‌شود. نمونه‌های دسته اول شامل کمیته‌های معاهده‌های سازمان ملل می‌شود در حالیکه بهترین مثال برای دسته دوم دادگاه حقوق بشر اروپا می‌باشد.
مکانیسم‌ها هم بر حسب درجه دسترس فرد به آنها تفاوت می‌کند. تحت بعضی کنوانسیون‌ها – مثلاً کنوانسیون حقوق بشر اروپا – به تناسب بعضی شرایط افراد یا دولت‌ها مجازند موارد فردی را به مکانیسم‌های اجرایی برسانند تحت بیشتر موارد – مثلاً کنوانسیون‌های سازمان ملل – دسترسی فردی مستلزم پذیرش این حق توسط  دولت  است که این یا بوسیله یک بیانیه در زمان تصویب، یا پیوستن، یا از طریق تصویب یا پیوستن به یک معاهده اختیاری به کنوانسیون انجام می‌شود. این بخشی از تکامل قوانین بین‌المللی در چند دهه گذشته‌است که به منظور شناخت اهمیت افراد و حقوق آنها در چهارچوب قانونی بین‌المللی از قوانین حاکم بر حکومت نقل مکان کرده‌است.
اعلامیه جهانی حقوق بشر، میثاق بین‌المللی حقوق مدنی و سیاسی، و میثاق بین‌المللی حقوق اقتصادی، اجتماعی و فرهنگی و    همراه با بعضی ابزار دیگر حقوق بشر بین الملل بعضاً به عنوان لایحه بین‌المللی حقوق بشر نامیده می‌شوند.
.

## بیانیه‌ها

### جهانی
- اعلامیه جهانی حقوق بشر
- اعلامیه حقوق افراد ناتوان
- اعلامیه حقوق مردم بومی

### منطقه ای: امریکا
کنوانسیون امریکایی حقوق و وظایف بشر

### منطقه ای: اسیا
کنوانسیون حقوق بشر آسه آن

### خاورمیانه
- اعلامیه حقوق بشر در اسلام

## کنوانسیون‌ها
بنا بر کمیساریای عالی حقوق بشر ملل متحد ۹ ابزار اصلی بین‌المللی حقوق بشر و بسیاری پروتکل‌های اختیاری دیگر وجود دارند. ابزار اصلی عبارتند از:
- معاهده بین‌المللی محو همه اشکال تبعیض نژادی (۲۱ دسامبر ۱۹۶۵)
- میثاق بین‌المللی حقوق مدنی و سیاسی (۱۶ دسامبر ۱۹۶۶)
- میثاق بین‌المللی حقوق اقتصادی، اجتماعی و فرهنگی (۱۶ دسامبر ۱۹۶۶)
- کنوانسیون رفع هرگونه تبعیض علیه زنان (۱۸ دسامبر ۱۹۷۹)
- کنوانسیون ملل متحد علیه شکنجه (۱۰ دسامبر ۱۹۸۴)
- پیمان‌نامه حقوق کودک (۲۰ نوامبر ۱۹۸۹)
- کنوانسیون بین‌المللی حقوق همه کارگران مهاجر و اعضای خانواده‌های آنان (۱۸ دسامبر ۱۹۹۰)
- کنوانسیون بین‌المللی حمایت از تمامی اشخاص در برابر ناپدیدشدن اجباری (۲۰ دسامبر ۲۰۰۶)
- منشور اروپایی زبان‌های ناحیه‌ای یا اقلیت
- کنوانسیون حقوق بشر اروپا